# CNTROB
CNTROB‏ (Centrobin, centriole duplication and spindle assembly protein) هوَ بروتين يُشَفر بواسطة جين CNTROB في الإنسان.
هو بروتين مرتبط بالجسم المركزي يتمركز بشكل غير متماثل في الجسم المركزي الابن، وهو مطلوب لمضاعفة الجسم المركزي وانقسام السيتوبلازم.